# Dubki (rejon miński)
Dubki (biał. Дубкі, ros. Дубки) – wieś na Białorusi, w obwodzie mińskim, w rejonie mińskim, w sielsowiecie Nowy Dwór.